# Patrick Buteux van der Kamp
Terence Patrick (Patrick) Buteux van der Kamp (Den Haag, 9 oktober 1937) is een voormalig Nederlands hockeyer.

## Loopbaan
Buteux van der Kamp werd in 1937 in Den Haag geboren en speelde voor TOGO. Hij maakte deel uit van het team dat op de Olympische Zomerspelen 1960 te Rome de 9de plaats behaalde.
Wim de Beer · 
Patrick Buteux van der Kamp · 
Carel Dekker · 
Thom van Dijck · 
Jan-Willem van Erven Dorens · 
Frans Fiolet · 
Jan van Gooswilligen · 
Egbert de Graeff · 
Freddie Hooghiemstra · 
Jaap Leemhuis · 
Gerard Overdijkink · 
Gerrit de Ruiter · 
Theo Terlingen · 
Theo van Vroonhoven · 
Hans Wagener · 
Eddie Zwier · 
Coach: Jan Anjema